# 大原自動車学校
大原自動車学校（おおはらじどうしゃがっこう）とは、岐阜県多治見市にある、岐阜県公安委員会が公認する技能試験免除自動車教習所（指定自動車教習所）、都道府県労働局長登録教習機関である。株式会社大原自動車学校が運営する。

## 概要
- 前身は1953年設立の大原自動車練習場である。1963年に10月に学校設置の認可がされ、1964年10月に岐阜県公安委員会より指定教習所として公認された。2002年に岐阜労働局長の指定を受けて指定教習機関となり、フォークリフト運転技能講習を開始。
- 講習、診断として、運転者適性診断、運転管理者指導講習、運行管理者試験対策講座、自家用有償運送運転者講習、ブラッシュアップ講習、企業ドライバーセーフティースクール、エコドライブ講習、高齢者講習、ペーパードライバー講習を行っている。

## 所在地
- 岐阜県多治見市幸町7丁目29-1
  - 国道248号幸町3丁目交差点を南進。
  - 太多線（JR東海）根本駅より徒歩約10分。

周辺施設
- 多治見市立根本小学校
- 多治見市立小泉中学校
- バロー根本店
- 多治見西高等学校附属中学校
- 太多線　根本駅・小泉駅

## 取得可能自動車運転免許
- 第一種運転免許
  - 普通自動車（MT・AT）
  - 大型自動車
  - 中型自動車
  - 準中型自動車
  - 大型特殊自動車
  - 牽引自動車
  - 普通自動二輪車
  - 大型自動二輪車
- 第二種運転免許
  - 普通自動車
  - 大型自動車

## 取得可能作業資格
- クレーン運転実技教習
- クレーン運転士免許
- フォークリフト運転技能講習
- 玉掛け技能講習
- 小型移動式クレーン運転技能講習
- 床上操作式クレーン運転技能講習
- 高所作業車運転技能講習
- ガス溶接技能講習
- 車両系建設機械（整地・運搬・積込み用及び掘削用）運転技能講習
- 車両系建設機械（解体用）運転技能講習

## スクールバス
- 多治見市内
  - 小泉駅・岐阜県立多治見病院・多治見駅・多治見市文化会館・多治見西高等学校方面
- 旭ケ丘・桜ケ丘・可児市
  - 旭ケ丘・桜ケ丘方面
  - 可児駅・姫駅・下切駅方面
- 春日井市
  - 事前予約制。高蔵寺駅の北と国道19号に挟まれた地区で、事前に登録した場所で乗降。